# Felipe Lazcano y Morales de Setién
Felipe Lazcano y Morales de Setién   (L'Almunia de Donya Godina, 1868 - Madrid, 1951) fou un advocat i polític gallec. Fou membre del Partit Conservador englobat en la facció dirigida per Juan de la Cierva y Peñafiel (ciervistas), amb la qual fou elegit diputat pel districte de Mondoñedo a les eleccions generals espanyoles de 1919, 1920 i 1923. Durant la Dictadura de Primo de Rivera fou nomenat Director General de Montes, Caza y Pesca per Dámaso Berenguer y Fusté.
Després de la desfeta del seu partit en proclamar-se la Segona República Espanyola, s'arrenglerà amb els agraristes, de manera que a les eleccions generals espanyoles de 1933 fou elegit diputat per la província de Lugo per l'Agrupación Nacional de Derechas amb Luís Rodríguez de Viguri; ambdós, juntament amb el republicà independent Manuel Saco Rivera, formarien part de la Minoria Agrària. A les eleccions generals espanyoles de 1936 es va presentar pel Partit Agrari, però no fou escollit.